# 查尔斯顿农舍

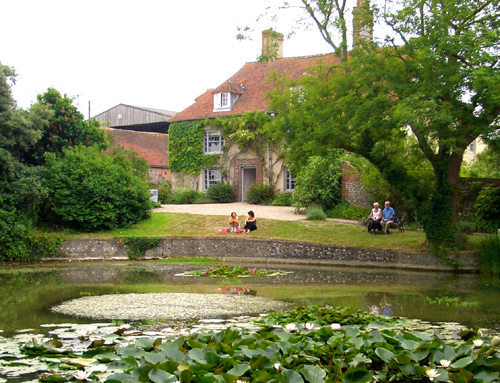
查尔斯顿农舍

查尔斯顿农舍位于英格兰东萨塞克斯郡雷威斯区的村庄 Firle，是与布卢姆茨伯里派有关的一处建筑，对公众开放。它是瓦妮莎·贝尔和邓肯·格兰特的乡村之家，是他们装饰风格的一个例子，代表了60多年艺术创造力的成果。
查尔斯顿除了房子和艺术家的花园，还举办全年开放的布卢姆茨伯里派展览和当代展览，画廊 由杰米·福伯特建筑师事务所（Jamie Fobert Architects）设计，于2018年9月开幕。两个经过修复的谷仓，一个是脱粒谷仓咖啡馆（The Threshing Barn café），另一个是干草谷仓（The Hay Barn），全年举办活动和研讨会。查尔斯顿的户外工作室永久展出贝尔和格兰特的著名女性晚宴服务，还有一家商店，出售布卢姆茨伯里派风格的艺术品、家居用品面料、时装、书籍和文具。 
查尔斯顿一年中举办许多特别活动，最著名的是“查尔斯顿节”，每年5月都会邀请艺术家、作家、思想家和变革者讨论过去和现在艺术、文学、思想和政治方面的最佳情况，就像布卢姆茨伯里派 在查尔斯顿餐桌上所做的那样。

## 历史

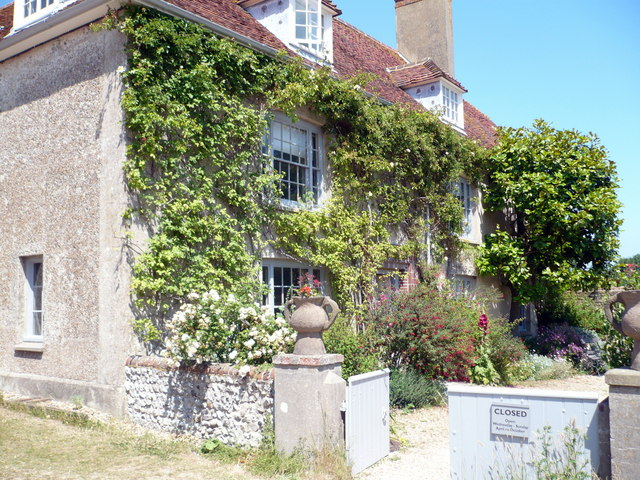
The house

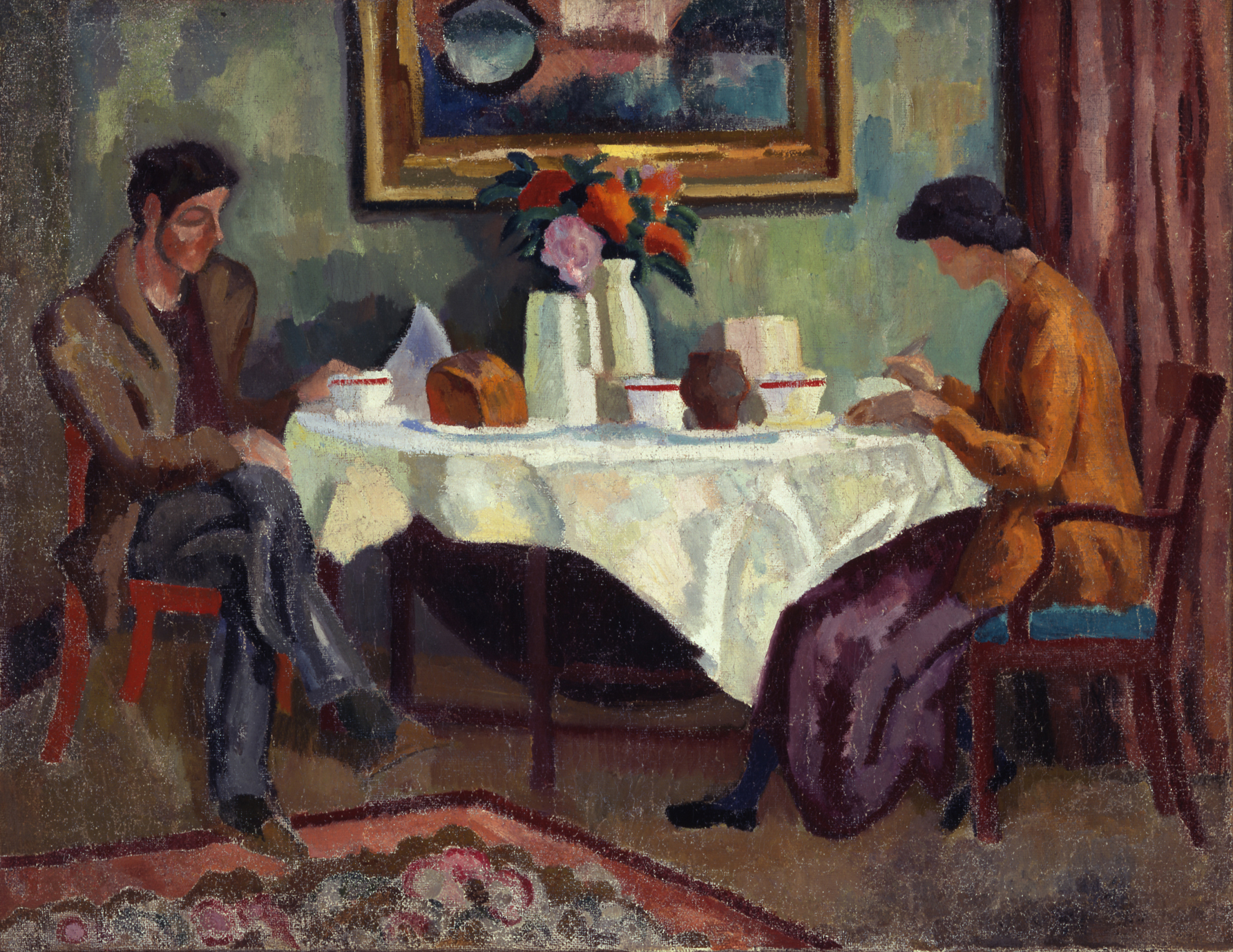
The Breakfast Table by Roger Fry

1916年，艺术家瓦妮莎·贝尔和邓肯·格兰特带着他们的非传统家庭搬到了萨塞克斯郡，邓肯·格兰特根据他免服兵役的条款，与大卫·加内特一起受雇于附近的农场。在接下来的半个世纪里，查尔斯顿成为了被称为布鲁姆斯伯里派的艺术家、作家和知识分子群体的乡村聚会场所。加内特、克莱夫·贝尔和梅纳德·凯恩斯在查尔斯顿生活了相当长的一段时间；弗吉尼亚·伍尔夫和伦纳德·伍尔夫夫妇、E·M·福斯特、李顿·斯特雷奇和罗杰·弗莱是常客。受意大利湿壁画和后印象派画家的启发，艺术家们装饰了查尔斯顿的墙壁、门和家具。这座有围墙的花园重新设计了一种让人联想到南欧的风格，有马赛克、箱形树篱、砾石小径和池塘，而在雕像的摆放上有点布鲁姆斯伯里的幽默。